# 셀 (소설)
셀(Cell)은 미국 작가 스티븐 킹이 2006년에 발표한 종말론적 공포 소설이다. 이 이야기는 글로벌 휴대폰 네트워크를 통해 방송된 신비한 신호가 동료 인간의 대부분을 무의미한 사악한 동물로 만든 후 어린 아들과 재회하기 위해 고군분투하는 뉴잉글랜드 예술가의 이야기이다.

## 평가
이 책은 일반적으로 비평가들로부터 긍정적인 평가를 받았다. 퍼블리셔스 위클리(Publishers Weekly)는 이 책을 "문명 종말에 대한 유쾌하고 기술 혐오적이지만 설득력 있는 시각"이며 "경쾌하고 재치 있는" 사회학적 관찰로 가득 차 있다고 설명했다. 스티븐 킹 학자 베브 빈센트(Bev Vincent)는 "이 소설은 여러 면에서 어둡고 투박하며 비관적인 소설이며 더 스탠드의 근본적인 낙관주의와는 극명한 대조를 이룬다"라고 말했다.